# Армения на летних Олимпийских играх 2004
Армения участвовала в летних Олимпийских играх 2004 года, отправив в Афины 18 спортсменов в 8 видах спорта. По итогам олимпиады Армения не выиграла ни одной медали.

## Результаты по видам спорта

### Бокс
| Спортсмен         | Категория | 1/16                       | 1/8                     | Четвертьфиналы           | Полуфиналы           | Финал                | Место                |                      |
| Спортсмен         | Категория | Соперник Результат         | Соперник Результат      | Соперник Результат       | Соперник Результат   | Соперник Результат   | Место                |                      |
| ----------------- | --------- | -------------------------- | ----------------------- | ------------------------ | -------------------- | -------------------- | -------------------- | -------------------- |
| Алексан Налбандян | До 48 кг  | Редуан Аслум (FRA) В 27:20 | Наджа Али (IRQ) В 24:11 | Цзоу Шимин (CHN) П 12:20 | Завершил выступление | Завершил выступление | Завершил выступление | Завершил выступление |

## Борьба
Вольная борьба среди мужчин
| Спортсмен      | Категория | Квалификация                            | 1/8                  | Четвертьфиналы       | Полуфиналы           | Финал                | Дополнительные раунды | Матч за 3-е место    |                      |
| Спортсмен      | Категория | Противник Результат                     | Противник Результат  | Противник Результат  | Противник Результат  | Противник Результат  | Противник Результат   | Противник Результат  |                      |
| -------------- | --------- | --------------------------------------- | -------------------- | -------------------- | -------------------- | -------------------- | --------------------- | -------------------- | -------------------- |
| Мамед Агаев    | До 84 кг  | Данько (UKR) П 0-4 Явашер (TUR) П 0-4   | Завершил выступление | Завершил выступление | Завершил выступление | Завершил выступление | Завершил выступление  | Завершил выступление | Завершил выступление |
| Араик Геворгян | До 74 кг  | Аккерман (GBR) В 4-0 Лалиев (KAZ) П 0-4 | Завершил выступление | Завершил выступление | Завершил выступление | Завершил выступление | Завершил выступление  | Завершил выступление | Завершил выступление |